# Anna Nicole Smith
Anna Nicole Smith (er. Vickie Lynn Marshall) (Houston, Texas, 1967. november 28. – Hollywood, Florida, 2007. február 8.),  amerikai szexszimbólum, modell és színésznő.

## Élete
Smith Texasban született és nőtt fel, elsőként 17 évesen kötött házasságot.
Népszerűségét nagyban köszönheti annak, hogy 1993-ban ő volt a Playboy magazinban az év Playmate-je.  Dolgozott modellként is ruhacégeknek, köztük a Guess farmergyártónak. Saját TV-műsora is volt, a The Anna Nicole Show. 
A nála 63 évvel idősebb milliárdos olajbáróval, J. Howard Marshallal való házassága miatt felvetődött, hogy csak a pénzéért ment hozzá – ezt Smith tagadta. Férje halála után jogi úton próbált hozzájutni az örökség egy részéhez. Az ügyben (Marshall vs. Marshall) végül az amerikai legfelsőbb bíróság döntött 2006-ban és jóváhagyta a Körzeti bíróság által megítélt 88 millió dollárt. 2007. február 8-án elhunyt, gyógyszermérgezésben. Az ügyet 2011-ben Stern v. Marshall néven újra tárgyalták és megállapították, hogy Smith-nek nincs joga az örökséghez.
A halála előtti hónapokban ismét a figyelem középpontjába került fia, Daniel Smith halála miatt. Kislánya, Dannielynn Birkhead 2006. szeptember 7-én jött a napvilágra, alig néhány hónapos volt, amikor édesanyja gyógyszer-túladagolás miatt elhunyt.

## Filmográfia

### Film
| Év   | Magyar cím                                    | Eredeti cím                        | Szerep         | Magyar hang  |
| ---- | --------------------------------------------- | ---------------------------------- | -------------- | ------------ |
| 1994 | A nagy ugrás                                  | The Hudsucker Proxy                | Za-Za          |              |
| 1994 | Csupasz pisztoly 33 1/3 – Az utolsó merénylet | Naked Gun 33 1/3: The Final Insult | Tanya Peters   | Dudás Eszter |
| 1995 | A gyémánt meló (Halálsáv)                     | To the Limit                       | Colette Dubois | Spilák Klára |
| 1996 | Felhőkarcoló                                  | Skyscraper                         | Carrie Wink    |              |
| 1998 |                                               | Anna Nicole Smith: Exposed         | önmaga         |              |
| 2003 |                                               | Wasabi Tuna                        | önmaga         |              |
| 2005 | Csak lazán!                                   | Be Cool                            | önmaga (cameo) |              |
| 2007 | Űrbombázók (posztumusz megjelenés)            | Illegal Aliens                     | Lucy           | Peller Anna  |

### Televízió
| Év        | Cím                  | Szerep         | Megjegyzések |
| --------- | -------------------- | -------------- | ------------ |
| 1995      | The Naked Truth      | önmaga         | 1 epizód     |
| 1999      | Veronica's Closet    | Donna          | 1 epizód     |
| 1999      | Ally McBeal          | Myra Jacobs    | 1 epizód     |
| 2000      | N.Y.U.K.             | Dr. Anita Hugg |              |
| 2002–2004 | The Anna Nicole Show | önmaga         | 27 epizód    |